# Juan José Urruti
Juan José Urruti Acosta (Rosario, Santa Fe, 24 de mayo de 1962) es un exfutbolista argentino. Jugaba de delantero y su primer club fue Racing de Córdoba.

## Trayectoria
Comenzó su carrera en 1979 jugando para Racing de Córdoba. Juega para el club cordobés hasta 1983. Ese año se fue con rumbo hacia España para formar parte del Valencia CF, en donde estuvo ligado hasta 1986. Ese año regresó a la Argentina para formar parte de las filas de Rosario Central, en donde fue campeón de Primera División en 1987, y se mantuvo ligado hasta el año 1988. Ese mismo año se trasladó a Bolivia para formar parte del plantel de Bolívar, en donde juega hasta 1990. En 1991 regresó a la Argentina, en donde probó suerte en Platense. Ese año regresó a Bolivia para formar parte nuevamente de las filas del Bolívar, en donde juega hasta 1992. En 1993 formó parte de las filas de Jorge Wilstermann. Juega para el club hasta el año 1995. En 1996 forma parte del plantel de CD San José. En 1997 se fue a Chile, en donde terminó su carrera como futbolista profesional en el Huachipato. Es el actual técnico de la Asociación Atlética Banda Norte (Río Cuarto, Córdoba - Argentina).
Ha sido internacional con la Selección de fútbol de Argentina en 1980 y la Sub-20 en 1981 con la cual participó de Copa Mundial de Fútbol Juvenil de 1981 que se jugó en Australia donde la selección Argentina fue eliminada rápidamente igualmente  Juan José Urruti convirtió un gol ante Inglaterra en el empate entre ambas selecciones por 1-1.

### Familia
Es el padre de Maximiliano Urruti, exjugador de Newell's Old Boys, actualmente en FC Dallas.

## Clubes
| Club              | País      | Año       |
| ----------------- | --------- | --------- |
| Racing de Córdoba | Argentina | 1979-1983 |
| Valencia CF       | España    | 1983-1986 |
| Rosario Central   | Argentina | 1986-1988 |
| Bolívar           | Bolivia   | 1988-1990 |
| Platense          | Argentina | 1991      |
| Bolívar           | Bolivia   | 1992      |
| Jorge Wilstermann | Bolivia   | 1993-1995 |
| CD San José       | Bolivia   | 1996      |
| Huachipato        | Chile     | 1997      |

## Títulos

### Campeonatos nacionales
| Título                      | Club            | País      | Año  |
| --------------------------- | --------------- | --------- | ---- |
| Primera División            | Rosario Central | Argentina | 1987 |
| Primera División de Bolivia | Bolívar         | Bolivia   | 1988 |
| Primera División de Bolivia | Bolívar         | Bolivia   | 1992 |